# Bov Kirke

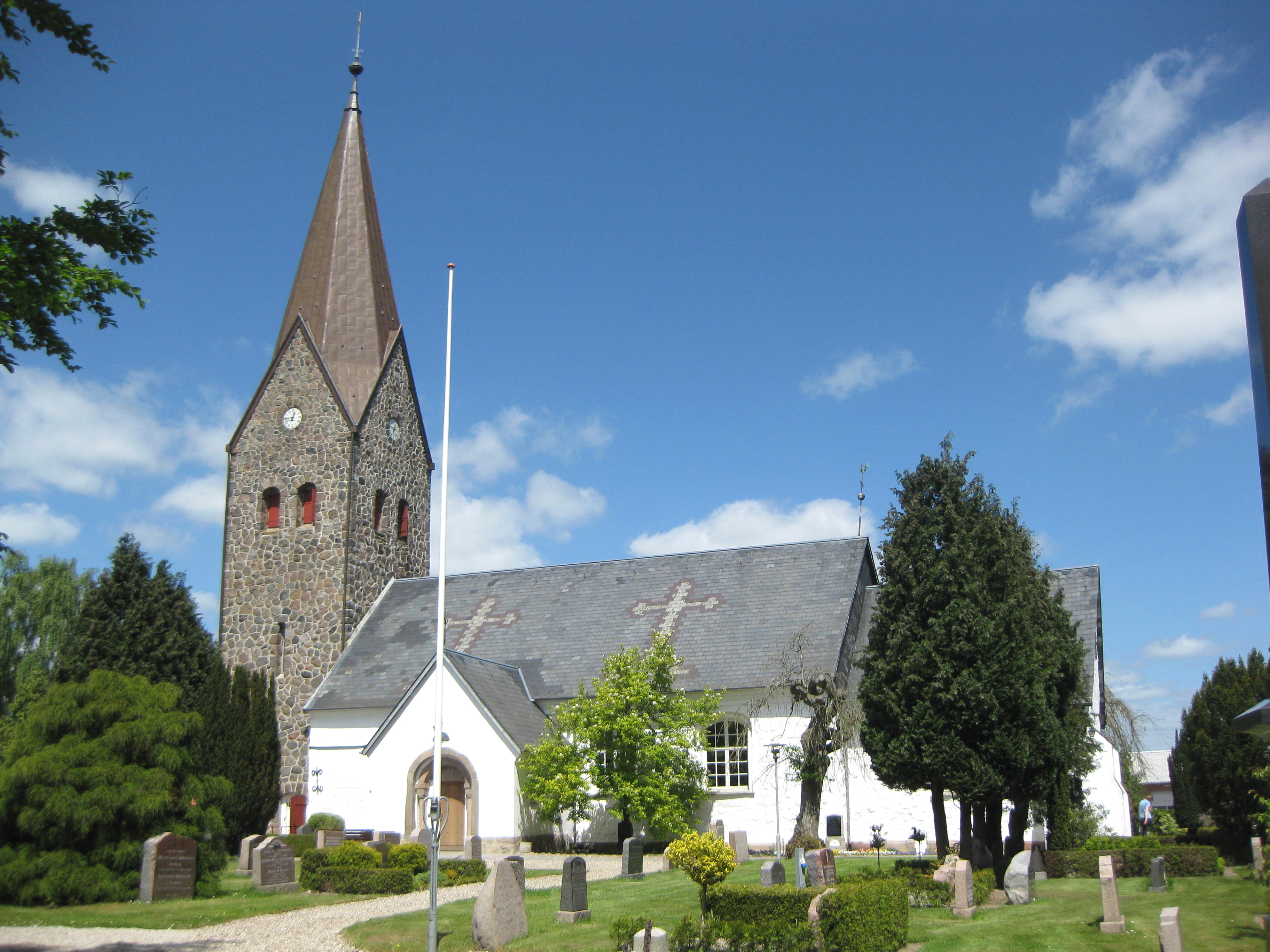
Bov Kirke

Die Bov Kirke ist eine jahrhundertealte Kirche der evangelisch-lutherischen Dänischen Kirche in Bov (deutsch Bau) unweit der deutsch-dänischen Grenze bei Flensburg.

## Baugeschichte
Wann genau die Kirche in Bov gegründet wurde, ist unbekannt. Das romanische Kirchenschiff sowie der romanische Chor stellen den ältesten Teil des weißverputzte Kirchenbaus dar, der inmitten eines kleinen, mit Feldsteinmauern umfriedeten Friedhofs liegt. Das Kirchenschiff ist mit einer flachen Balkendecke versehen, während der Chor ein gotisches Gewölbe hat. Die Apsis wurde 1668 abgebrochen. Im selben Jahr wurde das Kirchenschiff um drei Meter nach Westen verlängert. Im Kirchenschiff sind Reste mittelalterlicher Fresken erhalten.
Im Jahr 1817 wurde diesem Bau auf der Südseite eine Vorhalle, ein sogenanntes Waffenhaus, angefügt. Dafür wurden die Säulen und die gebogenen Steine von der mittelalterlichen Frauentür an der Nordseite der Kirche hierher übertragen. Bei der Renovierung 1890 wurde das Kirchenschiff um 70 cm erhöht. Auf der Südseite vergrößerte man die winzigen mittelalterlichen Fenster, während sie auf der Nordwand in der ursprünglichen Größe blieben.
Ursprünglich hatte die Kirche nur einen Glockenstapel. Im Jahr 1905 erhielt die Kirche ihren Kirchturm. Die Pläne für diesen Westturm stammten vom Architekten C. Voß aus Kiel.
Seit der Volksabstimmung in Schleswig 1920 gehört auch das zuvor zum Kirchspiel Handewitt eingepfarrte Dorf Fröslee zu Bov.
Die Adresse der im Ortskern von Bov befindliche Kirche lautet heute: „Bov Kirke; Kirkevej 3, Bov; 6330 Padborg“. Direkt östlich vom Friedhof im Kirkevej 1 liegt das Pastorat. Der weißgekalkte, eingeschossige Bau mit Reetdach, stammt aus dem Jahr 1766. Der Pastor versorgt zugleich die 1971 erbaute Kirche von Kollund.

## Inventar
Das älteste Ausstattungsstück ist eine aus einem Eichenstamm geschnitzte Darstellung der Taufe Jesu, die auf die Zeit um 1250 datiert wird.
Die Kirche besitzt zwei Taufbecken. Aus dem Mittelalter stammt der Taufstein aus Granit. Der 1626 gefertigte Deckel ging verloren, nachdem der Taufstein 1715 durch einen barocken Taufbeckenständer ersetzt wurde. Seit 1880 wird wieder der alte Taufstein verwendet. 1949 erhielt er ein neues Messingtaufbecken, das auf den Taufstein aufgesetzt wird und heute verwendet wird.
Die Emporenkanzel stammt aus der Flensburger Bildschnitzerwerkstatt des Heinrich Ringerink und wurde 1626 geschaffen. Die sechs Seiten zeigen in Reliefs Sündenfall, Verkündigung, Geburt Christi, Kreuzigung, Auferstehung und Himmelfahrt.
Der Altar aus dem Jahr 1771 ist ein Werk des Flensburger Bildschnitzers Fr. Windekilde im Rokokostil. Er wurde angeschafft, nachdem der vorherige Altaraufbau, der eine Darstellung des Letzten Abendmahls getragen hatte, durch einen Unfall mit den Altarleuchten verbrannt war.
An der Nordwand des Chores befindet sich ein eingebauter Schrank von 1745 für die Aufbewahrung der Kirchenbücher.
Die Empore im Kirchenschiff wurde 1705 eingezogen. Ihre Balustrade ist mit Szenen aus der Josefsgeschichte verziert.
Im Waffenhaus hängen zwei Tafeln mit den Namen der Pastoren seit der Reformation.